# Jean-Baptiste du Bourg
Pour les articles homonymes, voir Dubourg.
Jean-Baptiste du Bourg est un ecclésiastique qui fut évêque de Rieux de 1575 à 1602.

## Biographie
Jean-Baptiste du Bourg est le fils du chancelier de France Antoine du Bourg et de son épouse Anne ou Jeanne Henard. Il est le frère cadet de l'évêque François du Bourg. Maître des requêtes en succession de son frère le 15 novembre 1555, il reçoit en commende l'abbaye Notre-Dame d'Olivet dans le diocèse de Bourges. Il est désigné par le roi comme évêque de Rieux à la place de son frère dès le 19 février 1566, mais il n'est nommé que le 20 juillet 1575. Il établit les Feuillantines à Rieux en approuvant leur institut le 18 janvier 1588 à la demande de Jean de La Barrière, abbé de Notre-Dame de Feuillant. Il commence également la reconstruction du chœur de la cathédrale de la Nativité-de-Marie de Rieux mais il tombe malade et on lui adjoint comme coadjuteur et futur successeur Jean de Bertier le 25 février 1602 mais il meurt dès le 31 août suivant sans voir la fin du chantier de reconstruction sa cathédrale. Il est d'abord inhumé chez les Cordeliers puis le 21 mars 1603 dans la cathédrale aux côtés de son frère.